# Nacionalismo Lusitano
O Nacionalismo Lusitano foi um movimento político português de ideologia fascista fundado em 1923. O seu principal membro era João de Castro Osório filho da escritora e activista republicana Ana de Castro Osório. Este movimento teria uma duração curta, até pouco depois do golpe militar de 18 de Abril de 1925. Criado à parte do Integralismo Lusitano, a sua base era mais próxima do republicanismo e do Sidonismo. Preocupado com a sua forte componente fascista, o jornal A Batalha, de ideologia anarco-sindicalista, criticou as fortes ligações do Nacionalismo Lusitano ao fascismo italiano de Mussolini. De acordo com o manifesto do movimento português, seria imposta uma ditadura nacional, extinção da Guarda Nacional Republicana e criação de milícias fascistas voluntárias não remuneradas, restabelecimento da pena de morte e luta contra o bolchevismo.